# Policarpo de Oliveira Bernardes

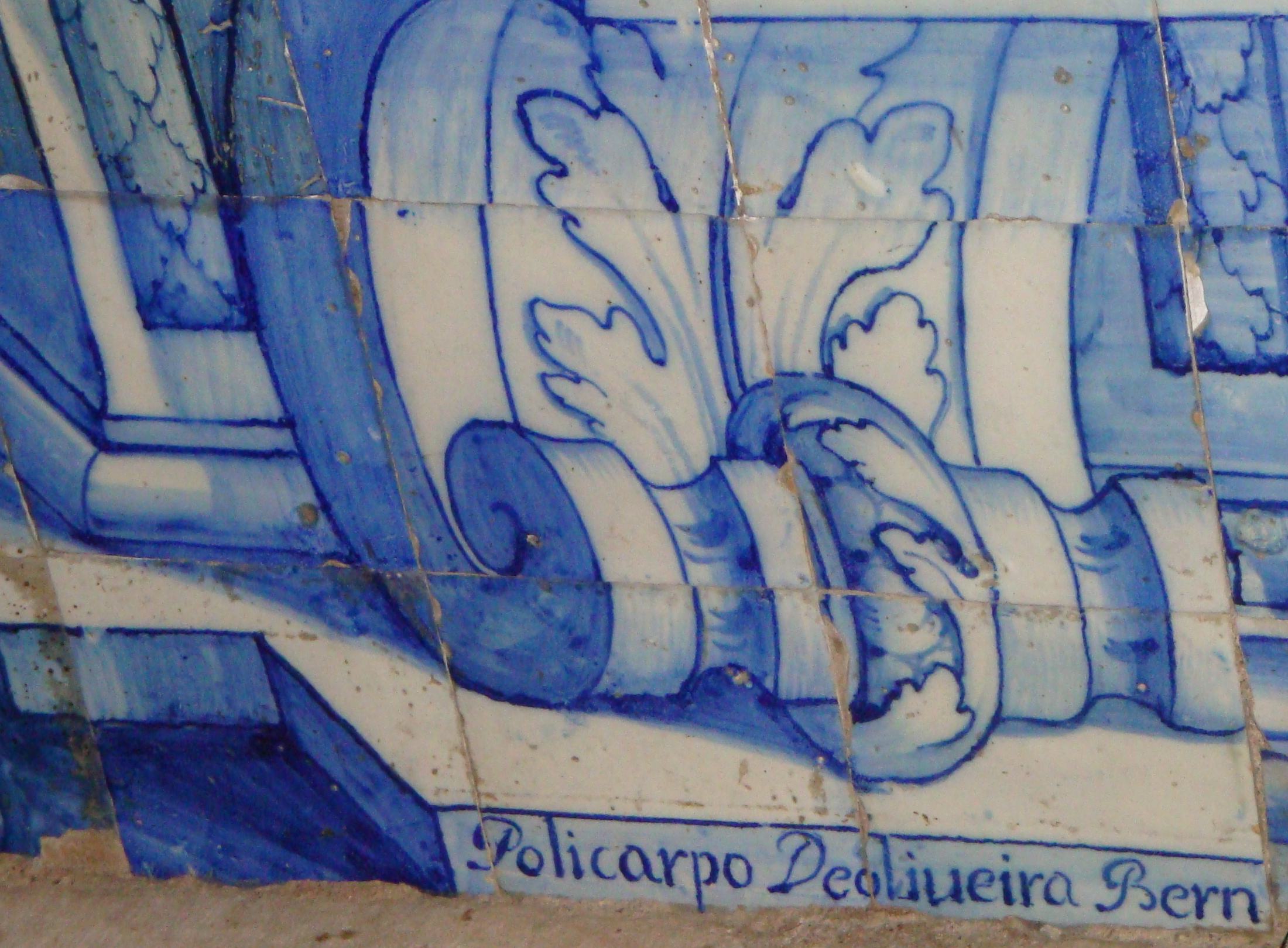
Assinatura de Policarpo de Oliveira Bernardes

Policarpo de Oliveira Bernardes (1695–1778) foi um azulejista português do século XVIII.
Filho e discípulo do azulejista António de Oliveira Bernardes, integrou-se, como este, no chamado ciclo dos mestres da produção azulejar portuguesa.
Iniciou a sua carreira ao lado do pai, com o revestimento azulejar da capela-mor da Igreja de S. Lourenço, em Azeitão.

## Obra
Na sua obra como azulejista destacam-se:
- Porta do Convento de S. Francisco (Alenquer);
- Nave e corpo da Igreja da Misericórdia de Viana do Castelo (1719-1721);
- Capela-mor, cúpula e abóboda da nave da Igreja de São Lourenço de Almancil (cerca de 1730);[2]
- Sacristia do Convento de Varatojo (Torres Vedras);
- Frontaria e nave da Ermida de Porto Salvo (Oeiras) (1740);
- Capela do Forte de São Filipe (Setúbal);
- Tribuna da capela da Quinta do Bonjardim (Belas, Sintra) (atribuído);
- Igreja da Penha (Braga);
- Capela de Nossa Senhora da Cabeça (Évora).